# Senaat (Kameroen)
De Senaat (Frans: Sénat, Engels: Senate) is het hogerhuis van het parlement van Kameroen en telt 100 leden. Zeventig van hen worden rechtstreeks gekozen, de overige dertig worden door de president benoemd. Iedere vijf jaar worden er Senaatsverkiezingen gehouden, de laatste keer was in 2018. De Senaat wordt gedomineerd door de regerende Rassemblement démocratique camerounais/Cameroon People's Democratic Movement (RDPC/CPDM).
Pas sinds 2013 kent Kameroen een Senaat, voor die tijd kende het land een eenkamerparlement met de Nationale Vergadering (Assemblée nationale/National Assembly) als enige Kamer. Sinds de oprichting van de Senaat is Marcel Niat Njifenji (RDPC/CPDM).